# British Cotton Growing Association
British Cotton Growing Association (BCGA) fue una asociación de varios organismos relacionados con la industria del algodón Lancashire formada en 1902 para reducir la dependencia de la industria de los suministros de algodón en bruto de los Estados Unidos mediante la promoción del desarrollo del cultivo de algodón en el Imperio Británico. Fue descrita como una organización «semifilantrópica», o una combinación de una organización no gubernamental y una agencia de desarrollo, ya que proporcionaba fondos para el desarrollo sin requerir ningún reembolso directo, pero esperaba que la industria del algodón de Lancashire se beneficiara indirectamente en el largo plazo de Suministros de algodón más seguros.
Las operaciones de la Asociación inicialmente consistieron en distribuir las variedades de semilla de algodón que producirían los tipos de algodón que sus miembros requerían y brindar experiencia, sin costo alguno, en protectorados y colonias británicas donde las condiciones climáticas y del suelo eran favorables; más tarde comenzó a suministrar maquinaria y actuar como agente de ventas para los productores. A partir de 1921, el gobierno británico se mostró cada vez más insatisfecho con su posición anómala como organización no estatal que realizaba actividades que se consideraban propias de la administración colonial y, en 1927, una agencia gubernamental, Empire Cotton Growing Corporation, se hizo cargo de la mayoría de los trabajos de las BCGA. Aunque la Asociación continuó funcionando como un cuerpo de representación comercial.

## Historia

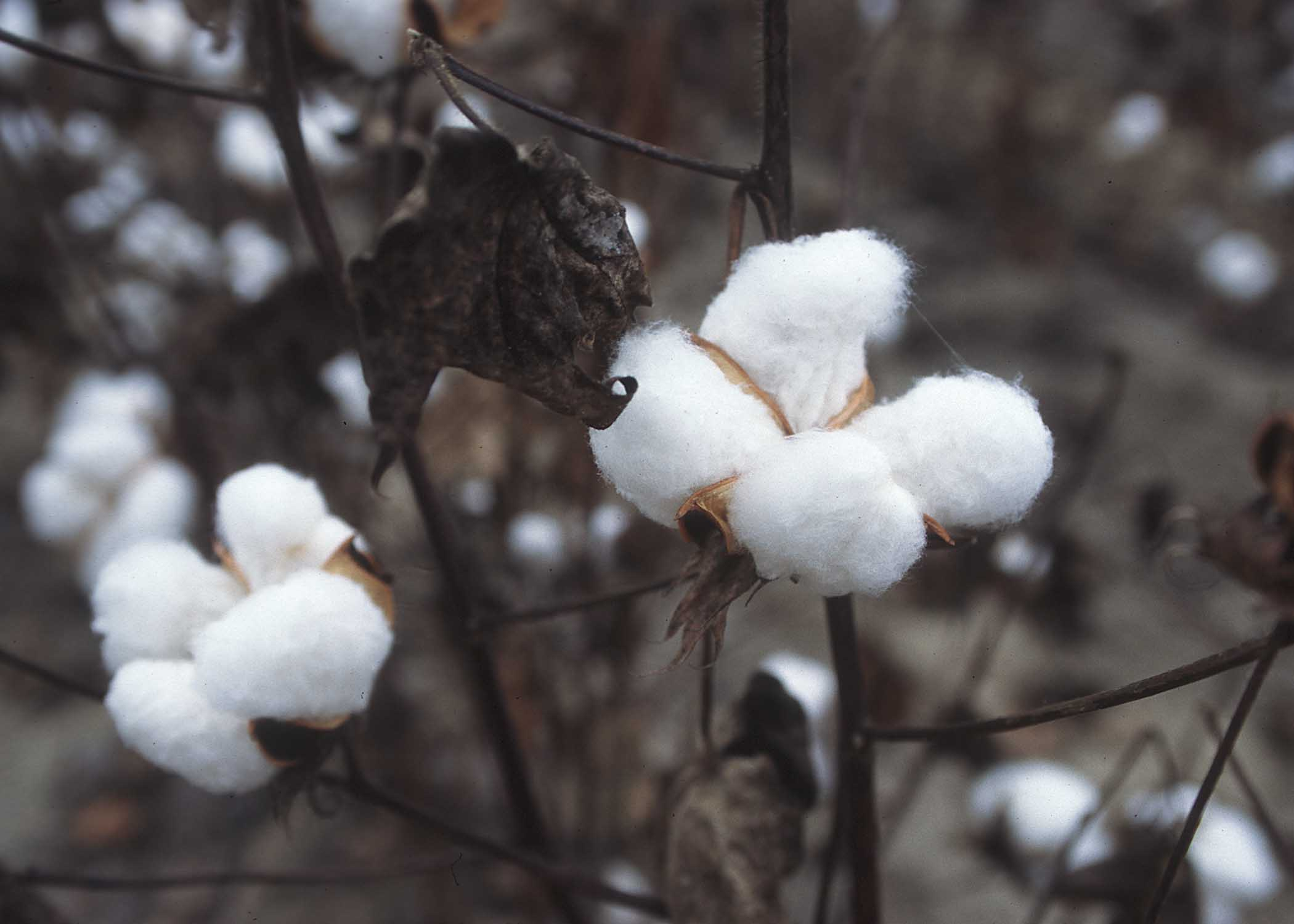
Algodón americano Upland.

En el último cuarto del siglo XIX, la industria algodonera de Lancashire obtuvo alrededor de tres cuartos de sus suministros de algodón crudo de los Estados Unidos, una sexta parte de la India y el resto principalmente de Egipto y Brasil. Esto se debió a que la maquinaria de hilado Lancashire se adaptó generalmente para el algodón de calidad media, como el algodón americano Upland, en lugar del algodón indio de fibra corta, que se utiliza principalmente para telas más baratas o los tipos de fibra larga egipcia de alto grado pero caros. Para fines de ese siglo, Lancashire enfrentaba una competencia cada vez mayor de los fabricantes en los Estados Unidos y la India, ambos usando
su algodón de cosecha propia, y de las industrias de algodón emergentes de Francia, Alemania y Japón. A pesar de la creciente demanda mundial de algodón, la producción en los Estados Unidos aumentó lentamente, ya que casi toda la tierra adecuada para el algodón ya estaba en uso para su cultivo y, algunos años, cuando su cosecha nacional era baja, se utilizaba en gran parte en el hogar. Con poco exportado. La demanda mundial de algodón crudo superó la oferta y las fábricas de Lancashire, que eran altamente dependientes del algodón crudo de los Estados Unidos, estaban preocupadas por su futuro ya que su oferta dependía de las condiciones del mercado y estaban abiertas a la manipulación especulativa. En 1901, se nombró un comité para investigar el establecimiento de nuevas áreas de cultivo de algodón en las colonias, dependencias y protectorados británicos.

### Formación
Siguiendo la recomendación del comité, la Asociación Británica de Cultivo de Algodón (BCGA), con el objetivo de promover el cultivo de calidades adecuadas de algodón dentro del Imperio Británico, se fundó en febrero de 1902. La Asociación estaba compuesta por fabricantes, comerciantes, transportistas y representantes de las diversas industrias y sindicatos vinculados a la industria del algodón en Lancashire. Se organizó como un organismo semifilantrópico, utilizando suscripciones de quienes participan en la industria algodonera para distribuir semillas y proporcionar experiencia sin costo a los beneficiarios para desarrollar el cultivo de algodón, sin ningún beneficio directo o inmediato para los suscriptores.

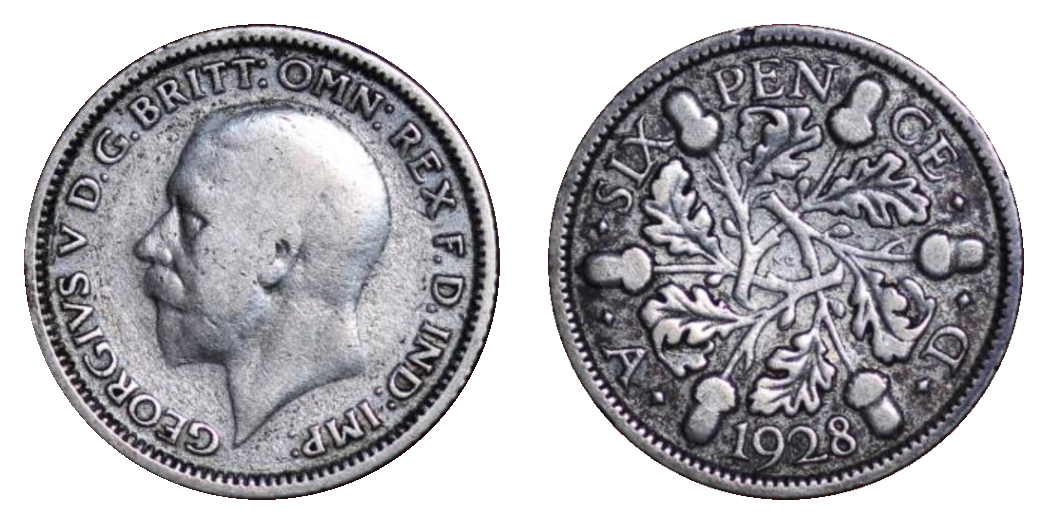
Moneda de sixpence, (1928) que sirvió como tipo para recaudar un impuesto sobre el algodón.

Al principio, la Asociación recibió apoyo financiero del gobierno británico, pero en 1915 se retiró el subsidio, y en 1917, se estableció el Comité de cultivo de algodón Empire para asumir algunas de sus responsabilidades. Esto hizo que la Asociación tuviera que restringir sus actividades en varios países. Sin embargo, la Ley de la industria del algodón de 1923, facultó al Comité de cultivo de algodón del Imperio para recaudar un impuesto de un sixpence por cada 500 libras en todo el algodón crudo comprado por los hilanderos británicos para sus propias actividades y, a su discreción, las de la British Cotton Growing Association.
La Asociación se inauguró con un fondo de garantía de £ 50,000, que se utilizó para enviar remesas de semillas a países con potencial para cultivar algodón y enviar expertos en algodón para realizar trabajos pioneros y experimentos allí. En 1904, la Asociación solicitó, y se le otorgó, una Royal Charter y su capital se incrementó a £ 500,000 libras para asegurar una financiación adecuada para la extensión de sus operaciones.

### Expansión

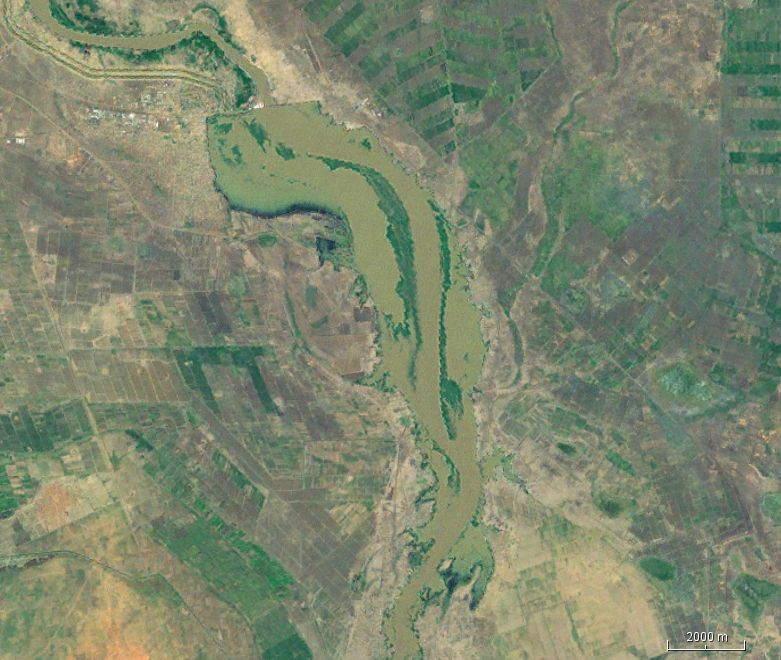
Embalse de Sennar en Sudán, construido en la década de 1920, con el fin de promover el cultivo del algodón en la zona.

En sus primeros tiempos, la BCGA generalmente trabajaba a través de la Colonial Office o funcionarios en las colonias, pero pronto se dio cuenta de que, para cumplir con sus objetivos, necesitaba hacer más que proporcionar semillas y experiencia, por lo que a partir de 1920 comenzó a suministrar maquinaria y material, edificios, para financiar las desmotadoras de algodón y para actuar como agente de ventas de los cultivos de algodón a precios garantizados. Trabajó principalmente en África, incluyendo Sudán, Nigeria, la Costa de Oro y otras colonias en África Occidental, Uganda y Kenia en África Oriental, Nyasaland la Unión de Sudáfrica. También operó en India, Irak, Australia y las Indias Occidentales. La Asociación también alentó la inversión del Gobierno británico en proyectos de infraestructura que podrían beneficiar la producción de algodón, como carreteras, ferrocarriles y obras de irrigación, incluido el embalse de Sennar en Sudán y la expansión de los ferrocarriles nigerianos.
Aunque la India ya estaba establecida como un proveedor de algodón en bruto, gran parte del material era de la variedad básica generalmente utilizada para los tipos gruesos de tela de algodón producidos para el mercado interno de la India y, aunque gran parte de la producción del algodón africano existente también era de la misma calidad. La Asociación pensó que los precios más altos que exigiría el algodón de alta calidad a largo plazo, y la ausencia de una importante producción local de algodón, convencerían a los agricultores africanos a producir la variedad de larga duración que Lancashire requería: esto subestimó la demanda de los fabricantes locales, en algunas colonias También deseaban tener una amplia gama de fuentes de suministros, en lugar de reemplazar la dependencia de los Estados Unidos con una dependencia excesiva de la India.

### Operaciones
Inicialmente, la Asociación planeaba operar a través de plantaciones propias o de plantadores y empresas europeas. Muchos funcionarios coloniales aconsejaron en contra de esta política, particularmente en áreas donde el algodón ya estaba cultivado. Sin embargo, al menos diez empresas privadas de plantación de algodón se hicieron reflotar, principalmente en África occidental, entre 1902 y 1914: todas fracasaron debido a una planificación deficiente, capital insuficiente o falta de experiencia agrícola. El costo de apoyar a las empresas privadas que no lograron crear plantaciones plantaciones viables también convenció a la Asociación a confiar en los productores africanos. La Asociación pagó a los agricultores africanos por lo menos las tasas de mercado, y en ocasiones las tasas por encima del mercado, particularmente después de la Primera Guerra Mundial, cuando los precios mundiales del algodón se desplomaron, para garantizar que los cultivadores no cambiaran a cultivos que no fueran de algodón. También ofreció importantes incentivos en efectivo para el algodón de alta calidad y, como resultado de estas dos políticas, la Asociación con frecuencia perdió dinero en su venta de algodón.
En África occidental, la BCGA también enfrentó el problema de que cultivar cacao, maní o tabaco podría ser más lucrativo que el algodón, en África oriental y norte de Nigeria las industrias locales de algodón con costos de transporte limitados ofrecían precios comparables o mejores que Lancashire y que en gran parte de los enlaces de transporte deficientes de Nyasaland y Uganda aumentaron los costos a niveles poco económicos. También se les impidió operar en Egipto, que produjo un excelente algodón de fibra larga. Para enfrentar estos desafíos, la Asociación buscó una legislación de las autoridades coloniales para regular la producción y venta de algodón, con el objetivo de promover las exportaciones a expensas de las ventas locales.

### Historia posterior y el legado
En 1927, el Empire Cotton Growing Committee fue reemplazado por Empire Cotton Growing Corporation ——que más tarde pasó a llamarse Cotton Research Corporation—— como la principal agencia gubernamental de apoyo a la producción de algodón. Este organismo asumió la mayor parte del trabajo de investigación realizado anteriormente en la BCGA para mejorar la calidad y el rendimiento del algodón cultivado. En ese momento, la Asociación generalmente había renunciado a su papel de comprador, porque muchas colonias habían establecido sus propias juntas de comercialización. Sin embargo, la Asociación continuó como una organización consultora y como un organismo de representación comercial.
Hay pocas dudas de que la Asociación logró promover el crecimiento del algodón, y en particular del algodón de fibra larga, en las colonias británicas de África y en las otras colonias en las que operó durante el primer cuarto del siglo XX. En el mismo periodo, el consumo de algodón americano de Lancashire disminuyó significativamente, mientras que las exportaciones de algodón estadounidense a Europa occidental y otros lugares se mantuvieron relativamente estables, lo que sugiere que se logró su objetivo de asegurar suministros alternativos. Sin embargo, Estados Unidos siguió siendo el mayor proveedor de Gran Bretaña, con el algodón colonial de la BCGA que suministraba aproximadamente el 20% del algodón y que Lancashire usó en 1918. Esta oferta colonial fue útil para asegurar que no hubiera escasez en los años en que la cosecha estadounidense era baja o los precios altos, particularmente porque la variedad de fuentes hacía que los suministros dependieran menos de las condiciones adversas en un país. Después de los intentos de los corredores y especuladores en los Estados Unidos de restringir las exportaciones de algodón y aumentar los precios en 1902-1903 y 1909-1910, no se hicieron intentos significativos para acaparar este mercado.
Sin embargo, no está claro cuánto de este aumento en las exportaciones africanas de algodón se habría producido sin las actividades de la Asociación. Un punto de vista es que, dado que las administraciones coloniales de varios territorios africanos carecían de recursos financieros para promover un cambio agrícola importante, la BCGA fue necesaria para impulsar el cambio, al menos en los países más pobres. Una visión alternativa es que el costo de las operaciones de la Asociación pudo haber sido excesivo para el beneficio alcanzado, y su búsqueda obsesiva por nuevos suministros pudo haber sido a expensas de adaptar la industria a las nuevas tecnologías que surgieron en ese período.

## Comparación con otros estados coloniales
Otros cuatro estados europeos —Francia, Alemania, Portugal y Bélgica— tenían industrias textiles nacionales y colonias africanas, y cada uno intentó cultivar algodón en esas colonias para reducir la dependencia del algodón importado. Aunque Francia y, por un corto tiempo, Portugal tenían organizaciones similares a la British Cotton Growing Association, estas nunca ejercieron tanta influencia sobre la producción colonial como la propia BGCA. Alemania y Portugal se concentraron inicialmente en la producción de plantaciones en lugares del cultivo de algodón campesino y, en los cuatro países, las administraciones coloniales tuvieron un control más directo que en las colonias británicas donde la BCGA operaba y usaba más coerción. Después de que la BCGA cesó sus operaciones de desarrollo en 1927, las administraciones coloniales británicas asumieron un mayor control sobre su producción de algodón.

### Francia
La industria textil francesa era incluso más dependiente que la británica del algodón estadounidense, con más del 90% de sus suministros de esa fuente a finales del siglo XIX. Aunque el algodón se había producido durante siglos en África occidental, no se cultivaba intensivamente y los rendimientos eran bajos. Se hicieron intentos para mejorar la cantidad y también la calidad del algodón producido a fines del siglo XIX, pero el primer esfuerzo sostenido comenzó en 1903 cuando la Asociación Cotonniere Coloniale (ACC), compuesta por fabricantes franceses de algodón, comenzó a suministrar semillas y asesoría técnica: a diferencia de la BCGA, la ACC no comercializó algodón en bruto y construyó únicamente unas pocas desmotadoras. La administración colonial no se mostró a favor de las plantaciones de propiedad europea, sino que estableció una política de forzar a los productores africanos a cultivar algodón y venderlo en mercados controlados. Sin embargo, los esfuerzos de la ACC cesaron en gran parte en 1915, y los suministros de algodón africano disminuyeron.
Después de la Primera Guerra Mundial, la ACC fue únicamente como un organismo de cabildeo para las manufacturas en Francia. La producción de algodón en las seis colonias francesas principales productoras de algodón: Burkina Faso, (anteriormente Alto Volta Francés), Chad, Mali (antes Sudán francés), Costa de Marfil, Benín (antes reino de Dahomey ) y Camerún, fue desarrollada por cooperación entre los franceses. Administración y una empresa pública francesa, Compagnie française pour le développement des fibres textiles (CFDT). Sus dos problemas principales fueron la inadecuación de gran parte del África occidental francesa para la producción de algodón sin riego y la competencia de las industrias textiles locales. Cuando el algodón podía cultivarse con éxito, los administradores locales recurrieron a obligar a los productores locales a cultivar algodón y venderlo a la CFDT a precios bajos hasta 1931. Esto era contraproducente, y el África francesa únicamente suministró alrededor del 7% del algodón que requería la Francia metropolitana.

### Alemania
El Kolonial-Wirtschaftliches Komitee (KWK), o Comité Económico Colonial, fue creado en 1896. Desde su inicio estuvo dominado por fabricantes textiles que buscaban materias primas y, desde 1902, dirigió planes de desarrollo económico en las colonias africanas alemanas, como agente del gobierno alemán. Su objetivo principal era aumentar la producción de algodón colonial, aunque también intentó otros proyectos para aumentar el suministro de materia prima. El principal proyecto de KWK fue en Togo, donde el algodón se produjo en plantaciones de propiedad europea entre 1904 y 1909. Sin embargo, gran parte de este algodón era de bajo grado y el intento poco más tarde se finalizó. La producción de algodón colonial nunca cubrió más que una pequeña fracción de las necesidades alemanas.
Uno de los principales problemas que tuvo el KWK fue que inicialmente reclutó mano de obra africana para trabajar en plantaciones, tanto en Togo como en África Oriental Alemana. En Togo, esto llevó a una migración a gran escala hacia las colonias británicas y francesas adyacentes para escapar del trabajo forzado, y en el África Oriental Alemana fue un factor importante que condujo a la rebelión Maji Maji en 1905, después del cual la producción de plantaciones allí fue abandonada, seguido unos años más tarde por el cese en Togo.

### Portugal
Los esfuerzos para promover el cultivo de algodón en Angola y Mozambique comenzaron a mediados del siglo XIX, principalmente a través de plantaciones, pero el algodón súnicamente se convirtió en un producto importante a principios del siglo XX, cuando la creciente industria textil de Portugal se volvió dependiente del algodón importado. Varias empresas de plantación experimentaron con el algodón, pero fue cuando el gobierno colonial de Mozambique siguió el ejemplo británico y se convirtió en producción campesina en 1906, seguido de Angola en 1907, cuando se produjeron cantidades significativas, particularmente en y justo después de la Primera Guerra Mundial. En ambas colonias, los africanos estaban obligados a plantar algodón, pero tenían que venderlo a los comerciantes europeos para su exportación a un precio bajo garantizado.
La mayor parte del desarrollo, incluida la provisión de semillas gratuitas y la organización del transporte, fue promovida por los gobernadores coloniales, ya que una organización modelada en la BCGA únicamente existió durante algunos años y no realizó estas tareas. Los frecuentes cambios de gobierno antes de 1926 impidieron que se aplicaran políticas coherentes, y Angola y Mozambique produjeron alrededor del 5% de la industria textil de algodón de Portugal requerida hasta el establecimiento del Estado Nuevo, que introdujo una coerción cada vez más brutal desde su inicio en 1926, y en particular después de 1938.

### Bélgica
El Estado Libre del Congo, que obtuvo reconocimiento internacional en 1885, otorgó grandes concesiones a empresas privadas y, hasta que se rescindieron los derechos a estas concesiones fue cuando el Gobierno belga anexó su territorio como el Congo Belga en 1908, las personas congoleñas fueron excluidas de actividades distintas a la subsistencia de la agricultura. Pocos de los concesionarios habían iniciado el cultivo de algodón, pero en 1917 se impuso a los africanos un requisito para producir cultivos vendibles, incluido el cultivo de variedades de algodón adecuadas para la industria textil belga. Inicialmente, la administración procuró promover el cultivo de algodón campesino a través de incentivos, pero a partir de 1921 otorgó a doce empresas belgas el derecho exclusivo de comprar algodón en un área definida y, en la práctica, un monopolio laboral en esas áreas. Otras subvenciones se hicieron en los últimos años. Los cultivadores de algodón en estas áreas se vieron obligados a cultivar algodón y venderlo a la compañía designada a un precio determinado por la negociación entre la administración y las compañías. Hasta que este sistema se reformó a mediados de la década de 1930, únicamente produjo cantidades moderadas de algodón a menudo de bajo grado y empobreció a los cultivadores obligados.

## Operaciones por territorio

### Sudán
Inicialmente, la BCGA no estaba interesado en Sudán, en gran parte porque un acuerdo con Egipto limitaba la cantidad de agua que Sudán podía extraer del río Nilo para riego. Un acuerdo de 1912 entre los gobiernos egipcio y sudanés le permitió a este último mayor libertad para utilizar las aguas del río Nilo Azul para el riego y, a partir de 1915, la Asociación comenzó a importar algodón sudanés y venderlo a las fábricas de Lancashire.

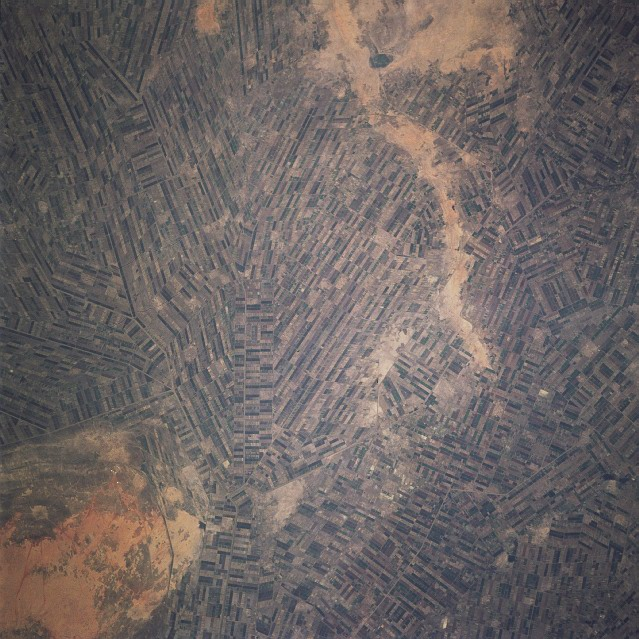
Canales de irrigación del proyecto Gezira desde el espacio, 1997.

Sin embargo, fue únicamente después de que el gobierno británico adelantó fondos para el riego a gran escala en Gezira en donde fue posible la producción sustancial de algodón. Como la mayoría de las tierras en Gezira pertenecían a su población indígena, el gobierno colonial sudanés ideó un esquema según el cual los propietarios cuyas tierras debían ser irrigadas debían arrendarlo al gobierno por 40 años a una renta fija, recibiendo también el derecho de cultivar esa tierra de una manera aprobada, es decir, cultivar algodón. A partir de 1921, esto se convirtió en la base de la tenencia de la tierra en el Proyecto Gezira, cuya área aumentó considerablemente cuando se completó el embalse de Sennar en 1925. Un esquema de riego más pequeño también operaba en la provincia de Kassala.
A diferencia del resto de África donde las plantaciones no habían sido abandonadas, en el Sudán, el sistema de "sindicato" operaba: un tipo de plantación donde los productores nativos formaban una sociedad con la Corporación Sudán de Sindicatos Limitados, que había recibido una concesión del gobierno de Sudán. En virtud de esto, el agricultor sudanés recibió el 40% del precio de venta de su cosecha, el gobierno que otorgó la concesión y proporcionó el agua de riego recibió el 35% y la empresa, responsable de la gestión y supervisión general, arando la tierra y peinando el algodón tuvo el saldo restante del 25%. Una vez que el Esquema Gezira entró en pleno funcionamiento en 1925, el algodón se convirtió en la principal exportación de Sudán, alcanzando un punto alto en 1929 antes de la Gran Depresión.

### África occidental
La British Cotton Growing Association vio en África occidental un área adecuada para el cultivo comercial de algodón, particularmente en Nigeria, Gambia y Sierra Leona, que aunque tenían un clima y suelos adecuados, estaban muy involucrados en el cultivo del maní y, en algunas partes de la Costa Dorada, la industria minera era la principal empresa. En general, la Asociación favoreció la producción a los agricultores africanos, pero en Sierra Leona e Ibadán experimentó con plantaciones. Aunque la producción de algodón prosperó en algunas áreas, las plantaciones de Sierra Leona fallaron y la falta de conexiones ferroviarias en otras áreas y el alto costo del transporte marítimo desde África occidental deprimieron los precios de los productores. A partir de 1902, se hicieron algunos intentos para fomentar el cultivo de algodón en el río Volta.Región de la Costa Dorada, pero fracasaron los esfuerzos para cultivar algodón egipcio y el algodón americano de Upland tuvo un éxito moderado. Los esfuerzos de la Asociación en la Costa de Oro cesaron en 1912.

### Nigeria
El algodón, particularmente en el norte de Nigeria, fue cultivado por la lluvia o un cultivo irrigado mucho antes del período colonial. La BCGA llegó a un acuerdo con el gobierno de Nigeria en 1904 para establecer fincas modelo y una estación de investigación, construir desmotadoras y proporcionar semillas y expertos adecuados para mejorar la calidad y la cantidad del cultivo. Inicialmente, los rendimientos eran pequeños y el transporte, excepto en las granjas estaban cerca de los principales ríos o ferrocarriles, era difícil. El cultivo de algodón no era popular en áreas donde se cultivaban cacao, aceite de palma o maní y, en 1910, la estación de investigación de la Asociación se cerró, por lo que en 1914 el futuro del algodón parecía incierto. En la región de Kano, la Asociación quedó decepcionada porque la industria del algodón pagó a los agricultores locales tanto o más como lo hacía en otros lugares, hasta que el ferrocarril llegó allí en 1912 y redujo los costos de transporte.
Sin embargo, un aumento en los precios causado por la Primera Guerra Mundial, la introducción por parte de la Asociación de variedades de semilla de alta calidad y la promoción del algodón en áreas irrigadas por el aumento anual del Lago Chad mejoró los rendimientos y los precios. La Asociación también instituyó una serie de mercados de algodón certificados en 1921, donde se requirió la certificación por parte de su personal graduador capacitados para que el algodón fuera aceptado en las desmotadoras de la Asociación. Hasta 1923, también acordó comprar todo el algodón certificado a un precio fijado con seis meses de anticipación para darles certeza a los productores, pero retiró esta garantía cuando los precios mundiales se recuperaron de una crisis de posguerra.

### Uganda y Kenia
En 1902, la BCGA se dirigió a Uganda como un área adecuada para el cultivo de algodón, ya que poseía un clima favorable y suelos fértiles. Se introdujo un algodón de primera calidad de alto grado y, a medida que la producción aumentó, el algodón se convirtió en el cultivo comercial más importante de Uganda. El algodón se sembró inicialmente en Buganda y se extendió a los distritos de Bunyoro, Busoga y Ankole en 1905. La producción de algodón en Uganda aumentó rápidamente hasta 1912, gracias a un grado de coerción aplicado desde 1908 en adelante. Los productores de algodón se vieron luego afectados por la fluctuación de los precios mundiales y la interrupción causada por la Primera Guerra Mundial y muchos en áreas con escasos enlaces de transporte dejaron de cultivar. La Asociación hizo grandes esfuerzos para promover el cultivo del algodón en la Primera Guerra Mundial, con cierto éxito. Sin embargo, después de 1918, enfrentó una fuerte competencia de los comerciantes indios y una parte significativa de la cosecha de Uganda se vendió a la India en lugar de a Gran Bretaña, ya que los costos de transporte a la India fueron menores.
El algodón encontró menos favor en Kenia, aunque la asociación intentó introducirlo en 1906, principalmente cerca del lago Victoria y en los distritos costeros. En 1914, la Asociación se retiró de Kenia, aunque sus operaciones anteriores fueron transferidas por la British East Africa Corporation.

### Nyasaland
Desde 1903, la BCGA promovió el cultivo de algodón egipcio por los agricultores africanos en el valle del río Shire y en las orillas del lago Nyasa. Este tipo no era adecuado para áreas de tierras altas, pero se desarrolló una variedad de algodón Upland para las Tierras Altas del Shire. Inicialmente, el aporte principal de la Asociación fue la provisión de semilla confiable y gratuita para los agricultores locales, pero luego brindó asesoramiento sobre el cultivo y, en 1910, construyó una desmotadora y compró parte de la cosecha de algodón. También en 1910, la administración colonial estableció reglas que limitaban quién podía emitir semillas o comprar algodón a los agricultores africanos, creando un virtual monopolio para la Asociación. Aunque estas plantaciones europeas que cultivaban algodón no estaban cubiertas por estas reglas, muchos usaron la Asociación para comprar su algodón. Después de un auge en las ventas al inicio de la Primera Guerra Mundial, la suspensión de una subvención del gobierno británico en 1916 hizo que la asociación cesara sus operaciones en áreas donde el transporte era difícil y existían desastrosas inundaciones en el Bajo Shire en 1918, donde existían buenas conexiones de transporte, golpeó severamente la producción. Una caída de los precios del algodón en la posguerra convenció a la mayoría de los plantadores europeos, y a muchos agricultores africanos que se encontraban fuera del valle de Shire a que dejaran de cultivar algodón, pero después de 1924, la producción de los productores africanos en el Shire se reavivó.

### Norte y Sur de Rodesia
El interés de la BCGA en ambos sectores de la Rodesia colonial fue menor, ya que gran parte de estos territorios no eran adecuados para el cultivo de algodón, y existían oportunidades de empleo alternativas a este cultivo para sus poblaciones africanas.
Se cultivaron pequeñas cantidades de algodón en el valle del río Zambezi, en Rodesia del Sur, y la Asociación vio esto como un área prometedora para desarrollar la producción mediante la distribución de semillas adecuadas desde 1904. Sin embargo, los resultados fueron desfavorables antes de la Primera Guerra Mundial, ya que los campesinos ganaban más dinero vendiendo maíz u otros alimentos. El aumento del precio del algodón en la guerra, la promoción intensiva del algodón y un aumento adicional del precio a mediados de la década de 1920 hicieron que más agricultores africanos recurrieran al algodón, aunque los agricultores blancos expresaron su preocupación por la escasez de mano de obra africana en sus granjas. Desde la década de 1930, el cultivo de algodón sufrió precios bajos y se restringió a áreas consideradas inadecuadas para el cultivo de tabaco o la ganadería, por lo que nunca se dio cuenta de las expectativas anteriores de la Asociación.
La BCGA experimentó con el cultivo de algodón en las áreas de Rodesia nororiental cerca de la frontera de Nyasaland a partir de 1908. El algodón de montaña de buena calidad podría cultivarse allí, pero la falta de transporte económico hizo que el costo de producción fuera excesivo. La retirada del apoyo gubernamental a la Asociación y la disminución de los precios del algodón después de la Primera Guerra Mundial terminó el interés en esa área,

### Sudáfrica
La British Cotton Growing estableció una granja experimental de algodón en el área de Tzaneen cerca de la provincia de Limpopo en 1903 y allí se instaló una desmotadora de algodón en 1905. En 1913, en cooperación con el Departamento de Agricultura, se establecieron otros sitios experimentales para el algodón en Rustenburg y en Barberton. Estos junto con Tzaneen se convirtieron en los tres centros principales de producción de algodón, todos en el territorio de Transvaal. Sin embargo, el algodón nunca fue tan importante como local en el país hasta la década de 1930.

### Irak
En 1920, Irak se convirtió en un Mandato de la Sociedad de Naciones bajo el control británico. La BCGA estableció que las condiciones climáticas y del suelo eran adecuadas para el cultivo de algodón, pero únicamente con riego y mejores instalaciones de transporte. Sin embargo, el alto costo de la implementación de mejoras de infraestructura impidió una producción comercial significativa allí.

### Otros países
La BCGA introdujo el cultivo de algodón en las Indias Occidentales y en la Guayana Británica en 1903. La mayor parte del cultivo fue de algodón de Isla mar de muy buena calidad, pero las cantidades cultivadas fueron pequeñas.
También investigó el cultivo de algodón en Queensland, Australia, entre 1904 y 1908 y nuevamente en 1911, pero consideró que el alto costo de la mano de obra impediría operaciones comercialmente exitosas. Después de que las fuerzas británicas ocuparan el África Oriental Alemana a fines de 1918, y antes de que fuera formalmente encomendada a Gran Bretaña como Tanganyika (territorio), la Asociación recibió la tarea de promover la producción de algodón, incluida la garantía de precios, la organización del transporte y la construcción de nuevas desmotadoras. Sin embargo, ya estaba estirado y no podía dedicar recursos suficientes para llevarlo a cabo de manera efectiva y fue reemplazado por la Empire Cotton Growing Corporation.